# Madonna col Bambino tra san Giovanni Battista e santa Caterina d'Alessandria
La Madonna col Bambino tra san Giovanni Battista e santa Caterina d'Alessandria  (en français : Vierge à l'Enfant entre les saints Jean Baptiste et Catherine d'Alexandrie) est une peinture a tempera et or sur panneau de bois de 75 × 62 cm, qui peut être datée vers 1480-1485, réalisée par Neroccio di Bartolomeo de' Landi, et conservée au Norton Simon Museum (Pasadena).

## Description
Cette représentation de la Vierge du lait évoque une ambiance poétique propre aux images de dévotions intimes. Revêtue d'une robe rouge et d'un manteau bleu, la Vierge porte l'Enfant Jésus à son sein tout en regardant le spectateur. Elle est assise sur un faldistoire doré, l'accoudoir étant visible sur le bord inférieur du tableau tandis que son genou soutient le poids de l'Enfant. Derrière Elle, à sa gauche, se tient saint Jean Baptiste, la barbe hirsute vêtu comme un ermite avec un cilice sous sa peau de chameau. Sur le phylactère qu'il tient sont portées les premières lettres de l'inscription ECC [E AGNUS DEI] (« Voici l'Agneau de Dieu »). À droite, sainte Catherine d'Alexandrie, le visage noble et fier porte une couronne et un voile transparent sur ses cheveux blonds. Elle arbore une branche de palmier et une petite roue à pointes, les symboles de son martyre. La composition est conçue comme un bas-relief, avec un fort éclairage latéral qui accentue la modélisation des figures. Bien que la peinture sur ce tableau ait été abrasée, le style raffiné et élégant de Neroccio et sa palette douce et pâle sont entièrement développés ici,.

## Sources
- (en) Gertrude Coor, Neroccio de' Landi 1447-1500, Princeton, New Jersey, Princeton University Press, 1961, 235 p., 30 x 23 cmReproduction de la Madonna col Bambino tra san Giovanni Battista e santa Caterina d'Alessandria (figure no 58), décrite p. 172-173, (no 29) dans le catalogue.
- (en) Keith Christiansen, Laurence B. Kanter et Carl Brandon Strehlke, Painting in Renaissance Siena 1420-1500, New York, The Metropolitan Museum of Art, 1988, 385 p., 27,9 x 26,7 cm, p. 328-334Catalogue de l'exposition tenue au Metropolitan Museum of Art de New York du 20 décembre 1988 au 19 mars 1989. Le tableau est reproduit et commenté p.329-330.